# Voncourt
Voncourt is een gemeente in het Franse departement Haute-Marne (regio Grand Est) en telt 19 inwoners (1999). De plaats maakt deel uit van het arrondissement Langres.

## Geografie
De oppervlakte van Voncourt bedraagt 3,6 km², de bevolkingsdichtheid is dus 5,3 inwoners per km².
De onderstaande kaart toont de ligging van Voncourt met de belangrijkste infrastructuur en aangrenzende gemeenten.

## Demografie
Onderstaande figuur toont het verloop van het inwonertal (bron: INSEE-tellingen).